# Pyrgocythara dubia
Pyrgocythara dubia é uma espécie de gastrópode do gênero Pyrgocythara, pertencente a família Mangeliidae.